# ريتشارد مكتاغارت
ريتشارد مكتاغارت (بالإنجليزية: Richard McTaggart) (مواليد 15 أكتوبر 1935) هو ملاكم من المملكة المتحدة، مثّل بلاده في الألعاب الأولمبية الصيفية في دورات 1956 و1960 و1964.

## روابط خارجية
- ريتشارد مكتاغارت على موقع بوكس ريك (الإنجليزية) (registration required)
- ريتشارد مكتاغارت على موقع اللجنة الأولمبية الدولية (الإنجليزية)
- ريتشارد مكتاغارت على موقع أوليمبيديا (الإنجليزية)
- ريتشارد مكتاغارت على موقع اللجنة الأولمبية البريطانية (الإنجليزية)
- ريتشارد مكتاغارت على موقع اتحاد ألعاب الكومنولث (مؤرشف) (الإنجليزية)
- ريتشارد مكتاغارت قاعة قاعة إسكتلندا للمشاهير الرياضية (الإنجليزية)